# Mary Two-Axe Earley
Pour les articles homonymes, voir Earley (homonymie).
Mary Two-Axe Earley, née le 4 octobre 1911 à Kahnawake sous le nom de Mary Two-Axe et morte le 21 août 1996 au même endroit, est une activiste pour les droits des femmes et des enfants autochtones. Originaire de la communauté mohawk près de Montréal, son activisme politique entre les années 1960 et 1980 a permis de dénoncer et de contester la Loi sur les Indiens de 1876, extrêmement paternaliste et discriminatoire envers les femmes autochtones qui se marient avec un non autochtone.

## Biographie

### Enfance et famille
Mary Two-Axe Earley naît le 4 octobre 1911 dans une famille de la communauté mohawk. Sa mère, Juliet Smith est enseignante et infirmière oneida, son père, Dominic Onenhariio, est un Mohawk. Ses parents se séparent alors que Mary est encore très jeune, elle part vivre avec sa mère dans le Dakota du Nord aux États-Unis, mais cette dernière décède de la grippe espagnole en 1919. Mary décide alors de retrouver sa terre de naissance pour vivre avec ses grands-parents. Âgée de 18 ans, elle quitte le Canada pour aller vivre dans le "petit Caughnawaga" à Brooklyn afin de chercher du travail. C'est à Brooklyn qu'elle rencontre Edward Earley, un ingénieur électricien d'origine irlandaise avec qui elle se marie peu de temps après être arrivée à New York. Selon la Loi sur les Indiens, son mariage avec un non-indien la prive de son statut et de son droit de vivre dans la réserve, ainsi que ses éventuels futurs enfants. Mary et Edward ont deux enfants, Rosemary et Edward.

### Premiers combats politiques
Dès 1956, Mary Two-Axe Earley présente ses demandes et doléances au Comité des Affaires Indiennes. Un triste événement survient dans son entourage en 1966. En effet, une amie intime Kanien’kehá:ka meurt d'une crise cardiaque à Brooklyn dans les bras de Mary, cette dernière est convaincue que c'est le fait d'avoir épousé un homme d'un autre clan et d'être rejetée par sa communauté qui a créé un fort stress. En 1967, Mary Two-Axe Earley, 56 ans, cofonde l'organisme Indian Rights for Indian Women avec l'objectif premier de réclamer la modification de la loi sur les indiens. Elle est encouragée à l'époque par Thérèse Casgrain et dépose un mémoire à la Commission Bird lancée à l'initiative du premier ministre Lester B. Pearson. La Commission Bird a pour mandat « d’enquêter sur la situation de la femme canadienne et de faire des recommandations au gouvernement fédéral dans le but d’assurer l’égalité des femmes dans toutes les sphères de la société ». En janvier 1970, la commission publie un rapport final dans lequel figurent 167 recommandations visant à améliorer la condition féminine au Canada. Toutefois, tant le gouvernement canadien que la Fraternité nationale des Indiens (plus tard devenue l'Assemblée des Premières Nations) refusent d'appliquer les recommandations visant à supprimer les discriminations pour les femmes autochtones. Mary Two-Axe Earley et d'autres femmes continuent le combat pour leurs droits et créent en 1974 l'Association des femmes autochtones du Québec. Au début des années 1980, Mary obtient le soutien de plusieurs femmes députées, comme Flora MacDonald, Lucie Pépin, Judy Erola ou encore Marguerite Ritchie. Le 15 mars 1983, à Ottawa en Ontario, se tient la première conférence constitutionnelle sur l’inclusion des droits des peuples autochtones dans la Charte canadienne des droits et libertés, le gouvernement canadien s'étant engagé de tenir cette conférence lors de l'adoption de Loi constitutionnelle de 1982. Mary Two-Axe Earley est présente dans l'assistance, René Levesque, alors premier Ministre du Québec, y assiste également. Dans un geste de soutien à sa cause et voyant qu'on lui refuse le droit de parole, le premier ministre Lévesque lui cède son siège et permet à Mary de s'adresser aux représentants et représentantes du gouvernement et des peuples autochtones. Elle prononce alors cette phrase forte :
« S’il vous plaît, cherchez en vos cœurs et en vos esprits, suivez ce que vous dicte votre conscience, libérez mes sœurs. Please search your hearts and minds, follow the dictates of your conscience, set my sisters free. »
Le 28 juin 1985, soit près de 20 ans après la commission Bird, le gouvernement de Brian Mulroney modifie la Loi sur les Indiens par le projet de loi C-31, ce qui amène la fin de la discrimination basée sur le sexe, des milliers de femmes retrouvent leur statut et leurs droits, plus particulièrement par l'abrogation de l'article 12 (1) (b) qui est responsable de la perte de leur statut quand elles épousent un non-indien. Une semaine plus tard, le 5 juillet 1985 à Toronto, Mary Two-Axe Earley devient la première femme à recouvrer ses droits lors d'une cérémonie en présence du Ministres des Affaires Indiennes et du Nord, David Combrie.

### Décès et importance
Le 21 août 1996, Mary Two-Axe Earley meurt dans sa communauté de Kahnawake à l'âge de 84 ans des suites d'une maladie respiratoire, elle est enterrée au cimetière catholique.
Avec d'autres femmes, notamment Monique Sioui, elle a non seulement permis de mettre en lumière la discrimination envers les femmes autochtones au Canada, tant par le gouvernement canadien que dans leurs propres communautés, mais a également servi d'exemple aux générations suivantes de femmes qui prennent la parole pour témoigner des inégalités et discriminations dont elles sont victimes. Ses nombreuses distinctions témoignent de la reconnaissance de sa détermination et de son engagement. À compter de 2019, l'Office national du film produit un documentaire sur Earley, avec enregistrements de conversations par Alanis Obomsawin, réalisé par Courtney Montour.